# نوده بام
نوده بام روستایی در دهستان بام بخش بام شهرستان بام و صفی‌آباد در استان خراسان شمالی ایران است.

## جغرافیای روستا

### موقعیت و تاریخچه

#### وجه تسمیه
در مورد وجه تسمیه این روستا اطلاعات دقیقی وجود ندارد. اما نام این روستا به کرارات در دوره قاجار به نام قلعه نوده یاده شده‌است.

##### تاریخچه روستا

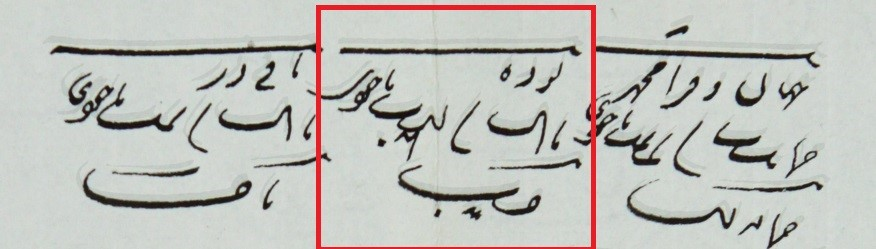
مالیات روستای نوده در دوره ناصرالدین شاه:نوده ۱۷۰ منهای ۶۴ تومان و۷۰۰۰ دینارماخوذی تتمه ۶۵ تومان و ۳۰۰۰ دینار

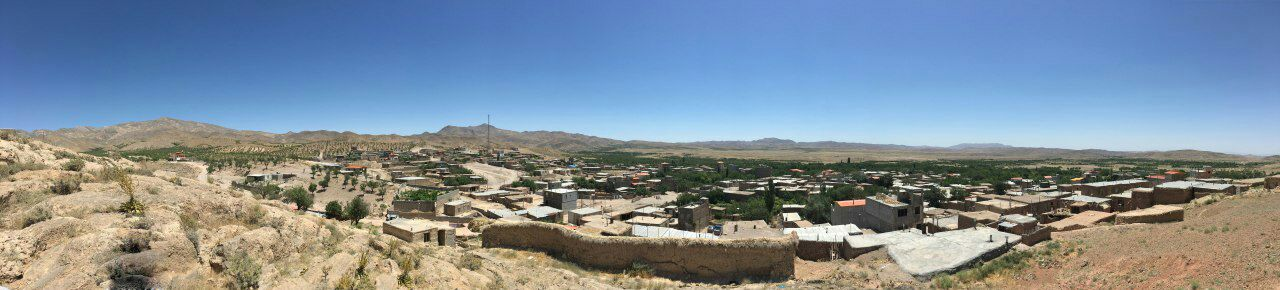
دورنمایی از روستای نوده بام اسفراین

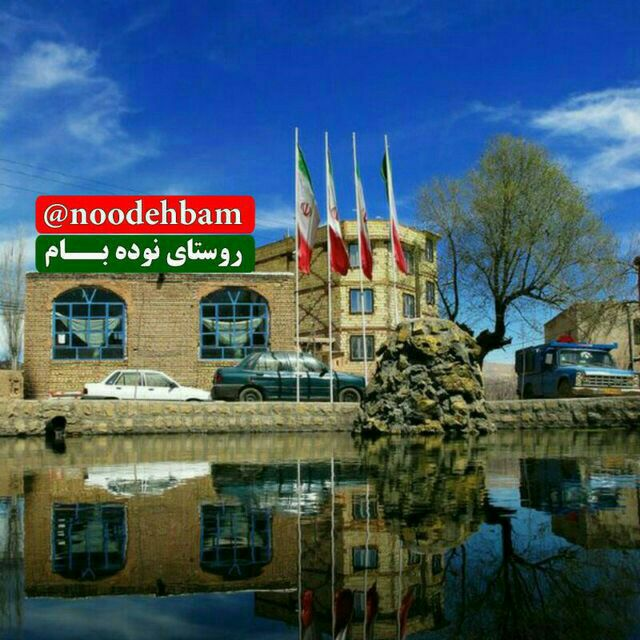
روستای نوده بام

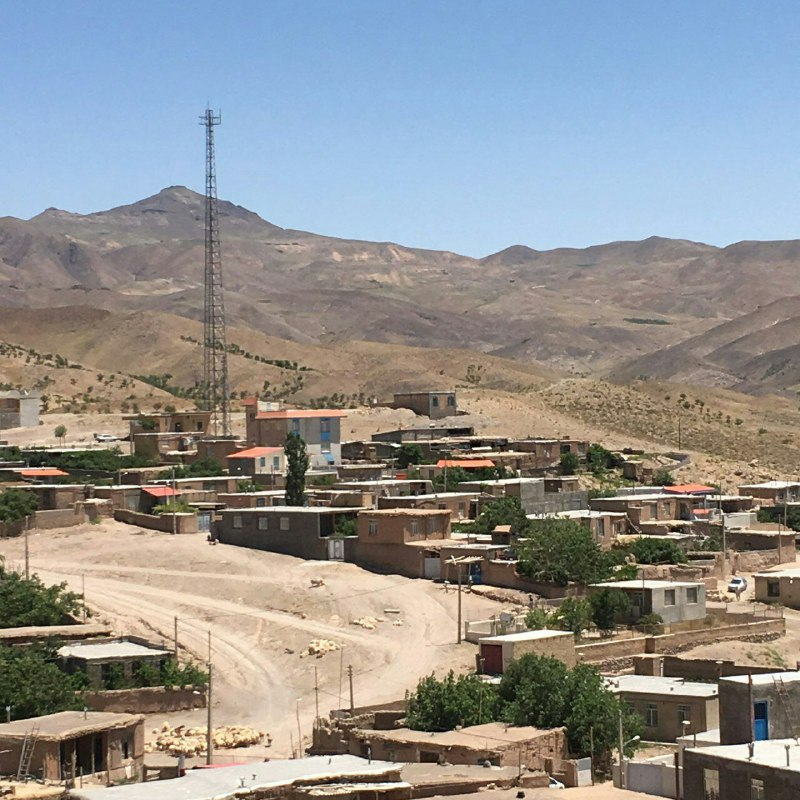
روستای نوده بام اسفراین

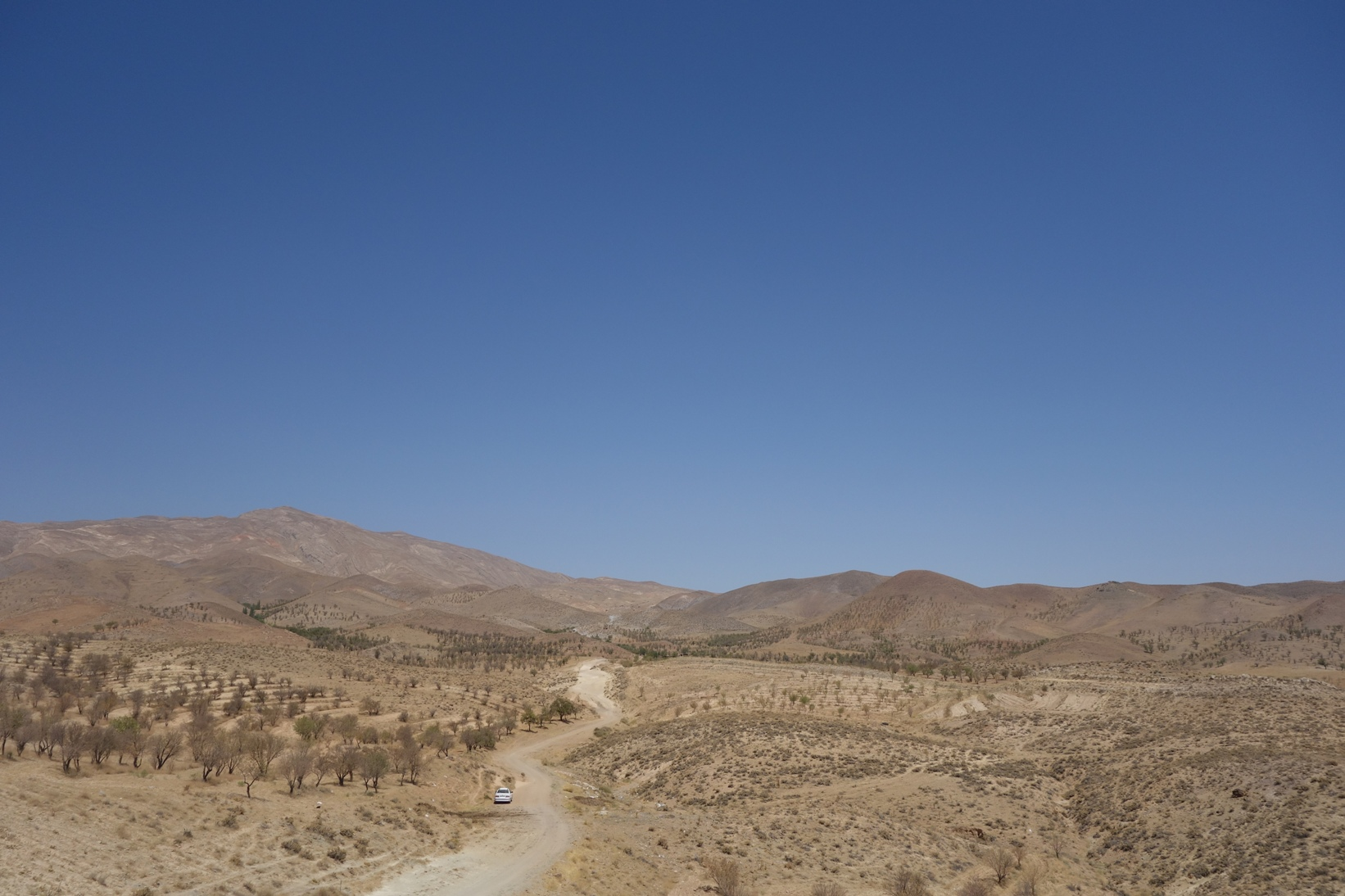
دور نمایی از ورودی روستای نوده بام اسفراین

درمورد سکونت در این روستا تاکنون مطالعات باستان‌شناسی صورت نگرفته‌است (به نقل از احمد نیک گفتار). این روستا در زمان شاهزاده محمد تقی میرزای رکن الدوله در دوره ناصرالدین شاه درسال۱۳۱۴ ه‍.ق/۱۲۷۵ ش از مهم‌ترین روستاهای ولایات بام و صفی‌آباد به‌شمار می‌رفته و اسم آن به عنوان یکی از روستاهای مالیات دهنده در صورت جمع و خرج ولایات مملکت خراسان سنه بیچی ئیل ذکر شده‌است
طبق نوشته کتابچه «بام و صفی‌آباد من محال ارض اقدس» دردوره قاجاریه (قرن ۱۳) نوده یکی از قلعه‌های بوده که جزو بام بوده اما مالیاتش را جداگانه پرداخت منموده است. «قلعه نوده هوایش ئیلاق است آبش قنات است قشلاق‌هایش همان قلعه است پانزده سابقاً دو نفر سواره داشته اخراج شده‌است»
طبق گفته بزرگان ابتدا موقعیت روستا در قسمت چوکلیک بوده بعد از خرابی به محل فعلی انتقال داده شد.

## کوه‌های روستا
از مهم‌ترین کوه‌های این روستا می‌توان به کوه شاهجهان به ارتفاع ۳۰۵۰متر که بلندترین قله (پروژه سیمرغ کوهنوردی) استان خراسان شمالی می‌باشد که سالانه تعداد زیادی از کوهنوردان و گردشگران جهت ثبت در رزومه کاری خود به این قله زیبا صعود می‌کنند این قله یکی از قلل سیمرغ ایران می‌باشد. از دیگر قلل این روستا به گل خانی با ارتفاع ۲۴۱۰ متر وکوه شاه حسن باارتفاع۲۶۶۲ متر در۴کیلومتری شمال غرب آبادی اشاره کرد.

## آب و هوای روستا
آب و هوای روستا مرطوب با تابستان‌های گرم و زمستان‌های سرد و نسبتاً مرطوب است. درجه حرارت هوا در گرمترین موقع سال در ماه‌های مرداد (برج اسد) و شهریور (برج سنبله) تا ۳۵درجه سانتیگراد می‌رسد و بارش باران به صورت پراکنده از ماه اردیبهشت (برج ثور) تا دی ماه (برج جدی) است.

### رودخانه‌ها

#### آب‌های زیر زمینی
در این روستا تا پیش از انقلاب اسلامی سال ۱۳۵۷، از چندین رشته قنات برای آبیاری مزارع و باغات محدود استفاده می‌شده‌است.
در سال‌های بعد از انقلاب به همت حاج شیخ علی عباسی نوده معروف به حاج آقای مؤمنی، در این روستا چندین چاه عمیق از جمله تخته زرک، شاه ری، کمرقایه و… حفر شد. آب فراوان حاصل از این چاه‌های عمیق، زمینه را برای احداث صدها هکتار باغ و تحت کشت قرار دادن صدها هکتار زمین زراعی فراهم کرد. باغ‌های احداث شده و زمین‌های زیرکشت رفته این روستا را تبدیل به نگین سرسبز منطقه بام و صفی‌آباد نمود.

### پوشش گیاهی منطقه

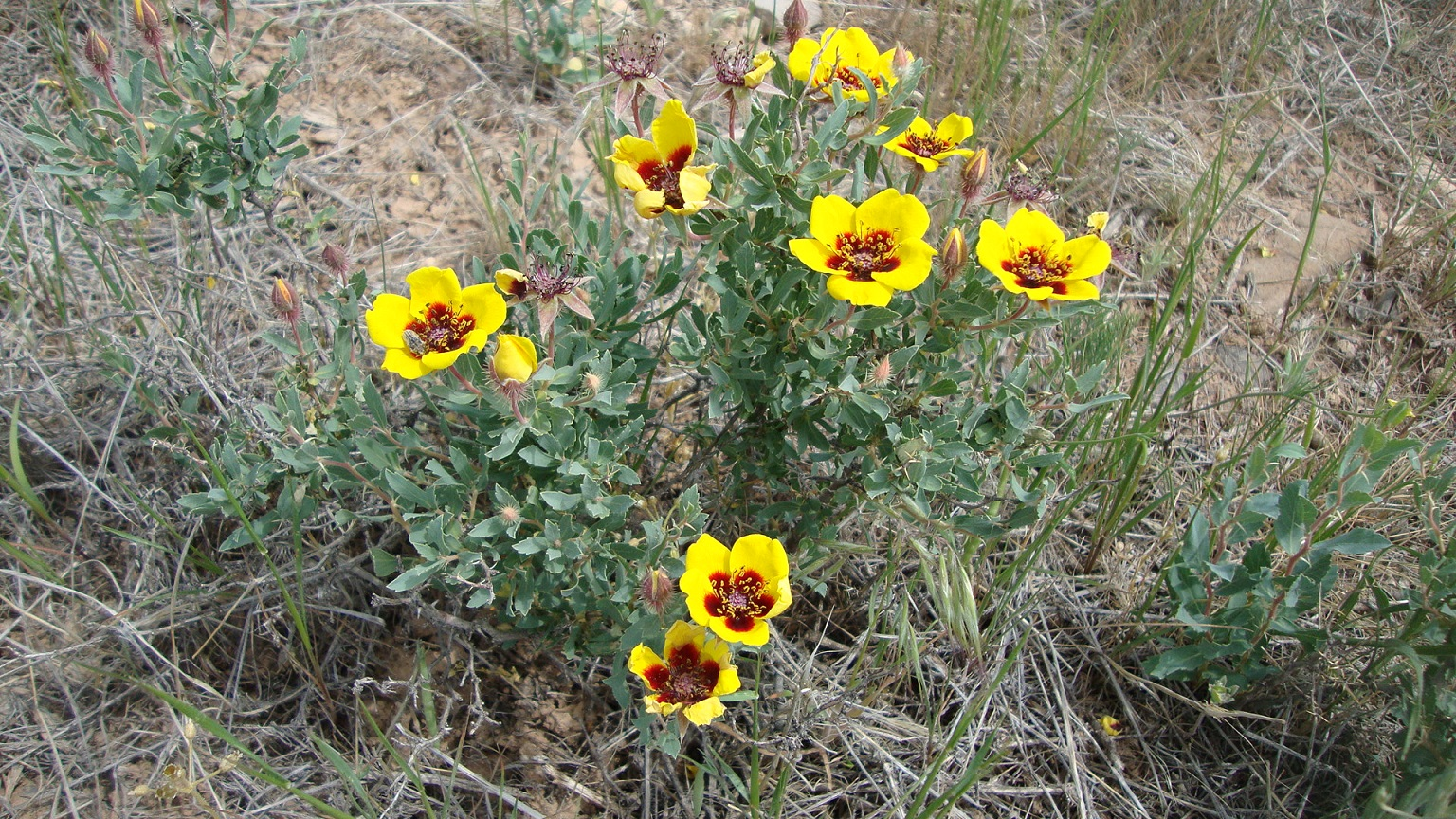
ورک از پوشش گیاهی روستای نوده بام

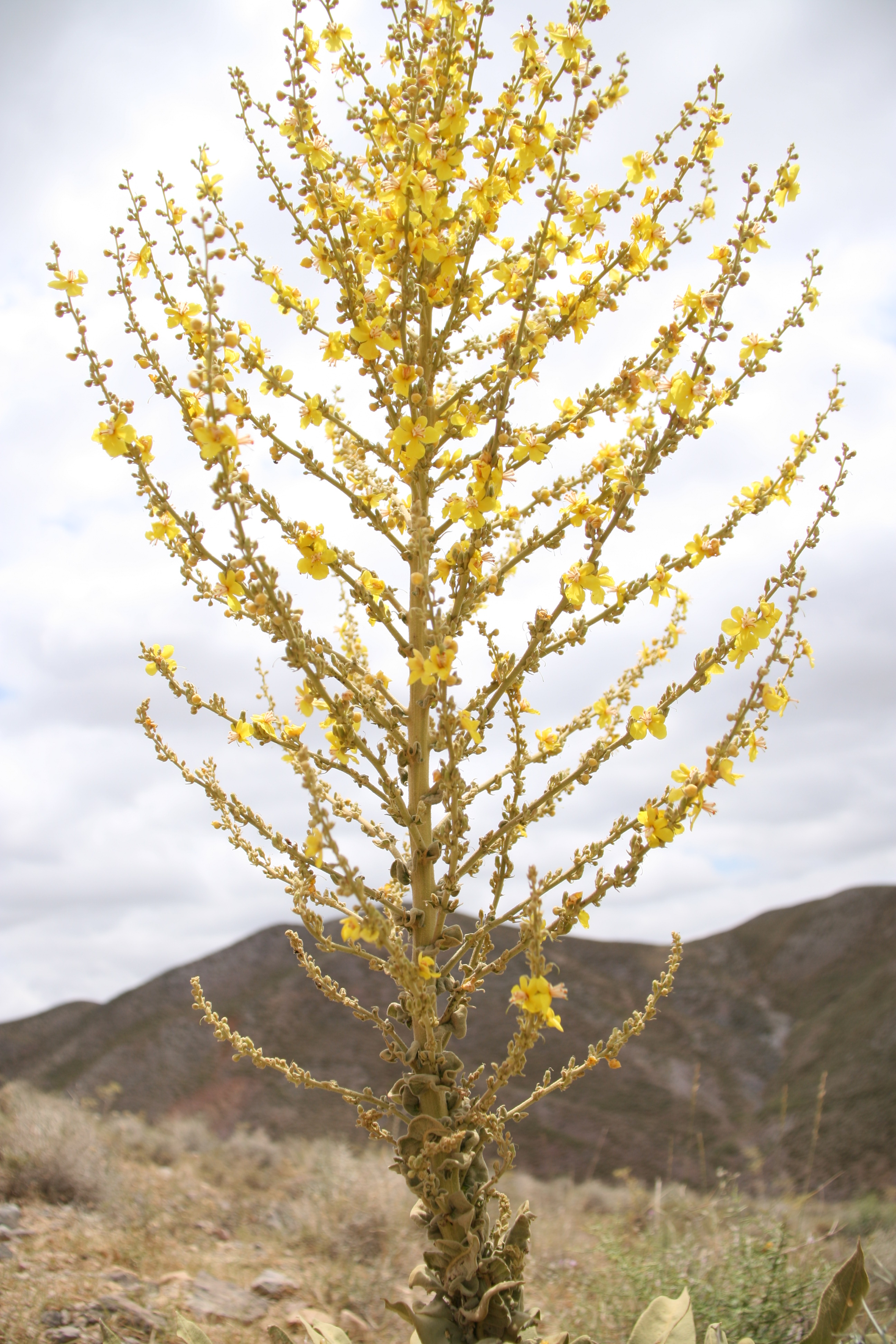
سیقرقوروقو از پوشش گیاهی روستای نوده

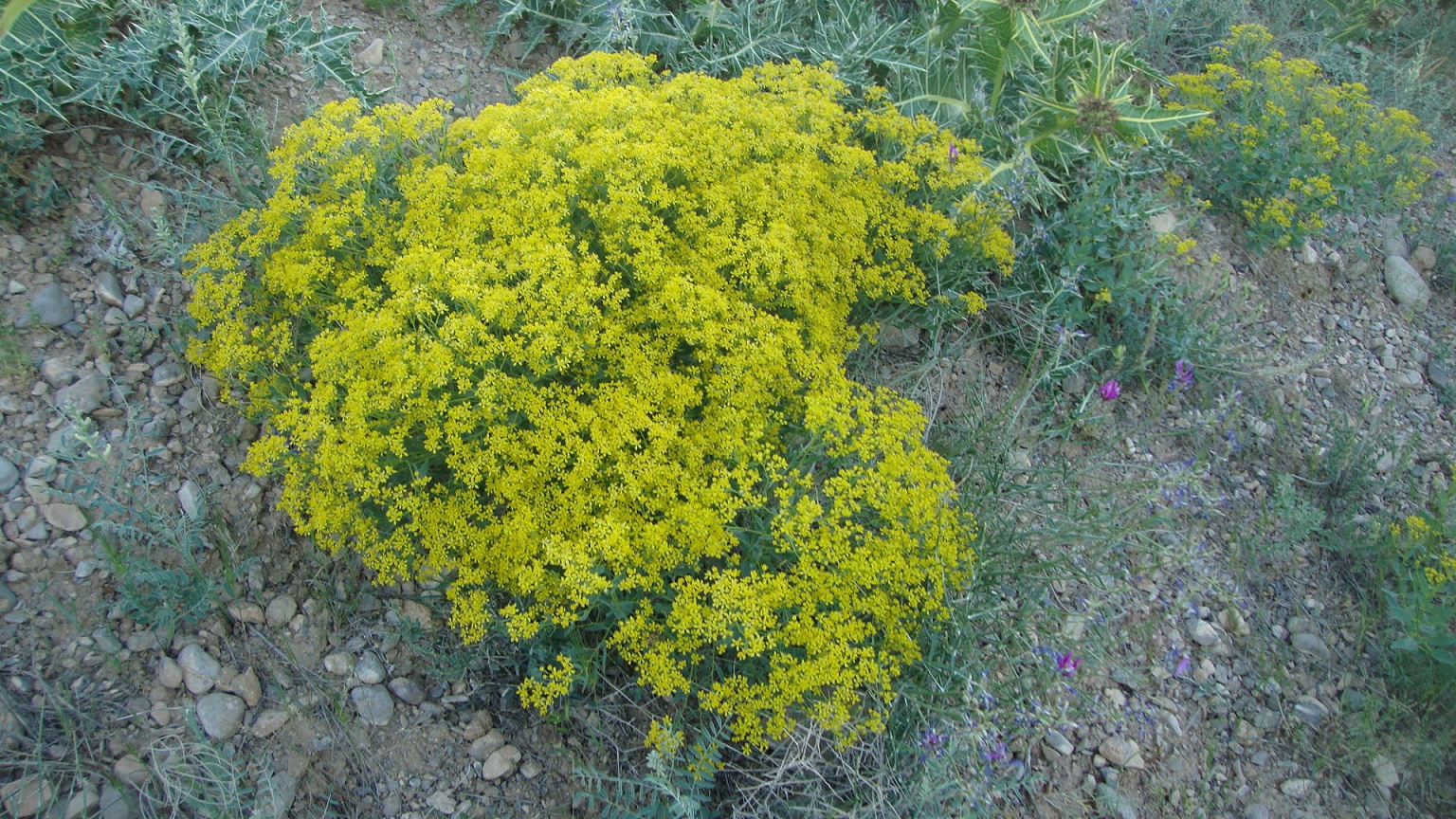
پوشش گیاهی روستای نوده بام

### نژاد و زبان مردم روستا
مردم این روستا از نژاد ترک و تیره بغایری هستند. زبان آن‌ها ترکی است.

#### جمعیت
بر پایه سرشماری عمومی نفوس و مسکن در سال ۱۳۹۵، جمعیت این روستا برابر با ۸۲۵ نفر (۳۲۲ خانوار) بوده‌است.

#### قومیت‌های روستا
طائفه‌های اصلی این روستا تاماز، شاهدوستی، تحتحی، عوض کله، مشهدی، کمرقایلو، شمه، کوچری، فرضو، کلجه، چراغ‌ها و…

#### مشاغل
مشاغل عمده این آبادی؛ زراعت، باغداری، دامداری و زنبورداری است. تعداد زیادی از ساکنین روستا جهت کار به شهرهی تهران، مشهد و… مهاجرت نموده بطوری که بالاترین تعدادخانوار این روستا در سال‌های گذشته از ۴۰۰خانوار به ۳۰۰خانوار رسیده‌است

#### محصولات

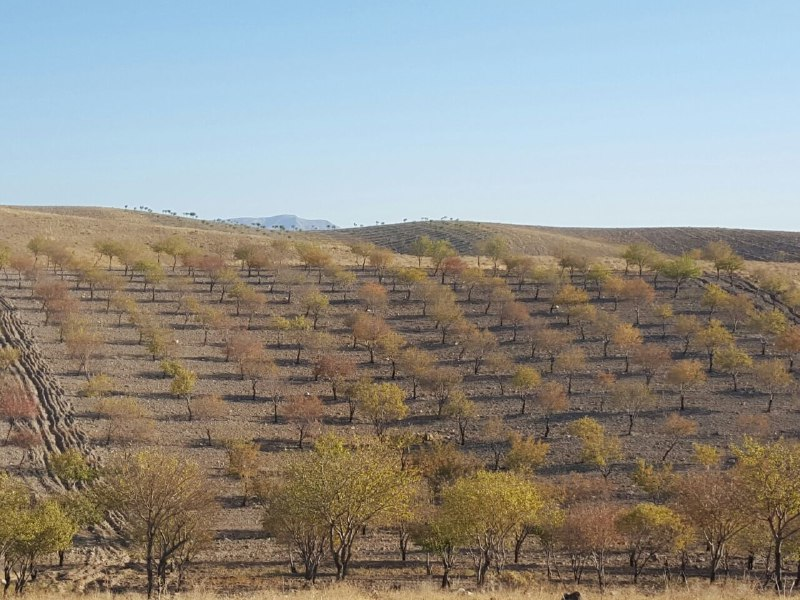
درختان بادام روستای نوده

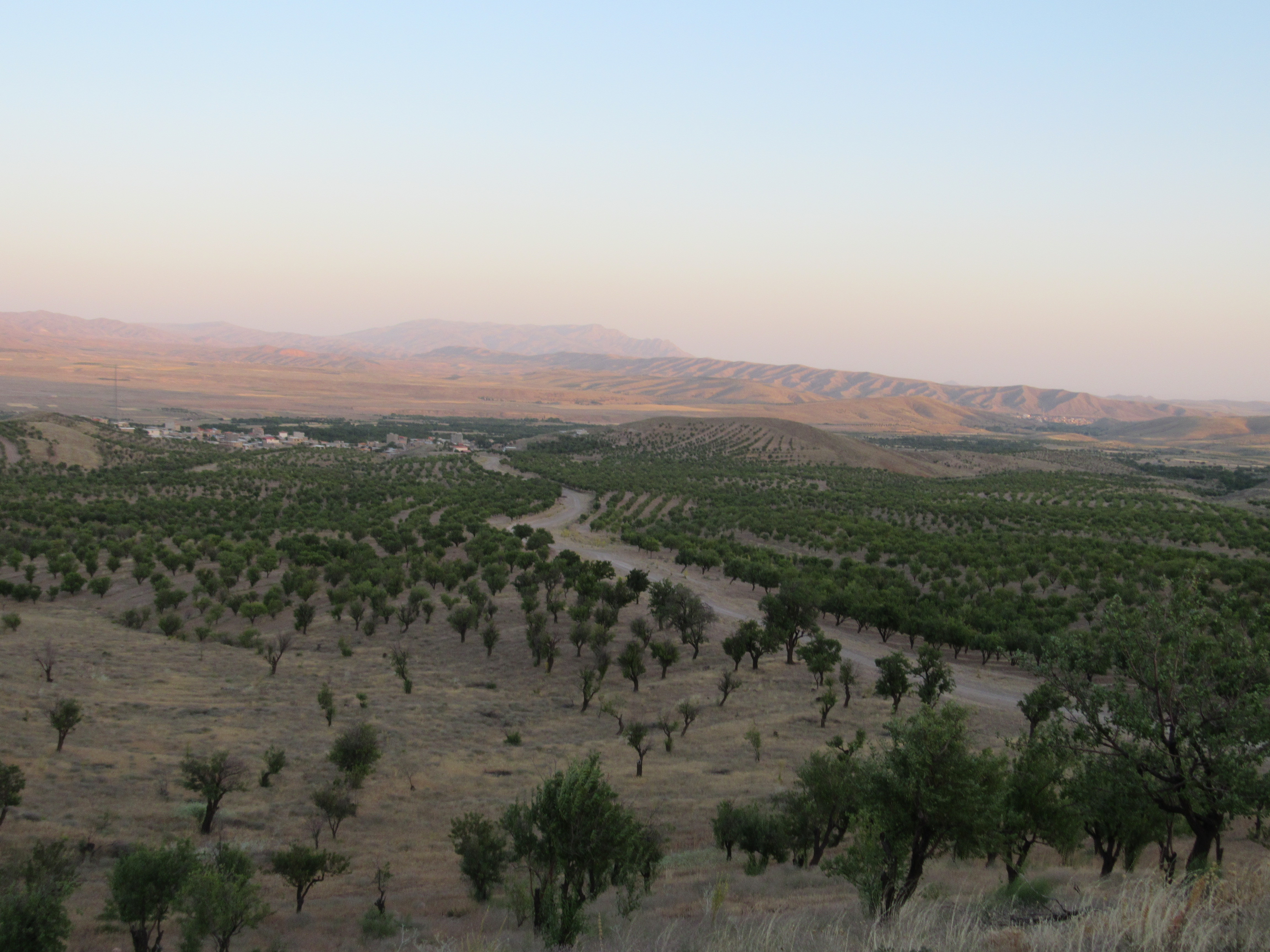
دورنمایی از درختان بادام روستای نوده بام

محصولات عمده زراعی؛ مهم‌ترین محصولات روغن زرد، خشکبار، محصولات لبنی و دامی، عسل روستا می‌باشد که با چرای گوسفندان در کوه شاهجهان و موقعیت ییلاقی جهت نگهداری زنبور عسل از کیفیت بالای بر خوردار است از لحاظ صنایع دستی، قالی بافی در نقش‌های ترکمن، نائین و کاشان در آبادی رواج دارد مهم‌ترین امکانات این روستا عبارتند از :برق، گاز، تلفن، نانوایی، دبستان، مدرسه راهنمایی، خانه بهداشت، مسجد.

#### اقامتگاه بومگردی
از مهم‌ترین شاخصه‌های این روستا نسبت به روستاهای دیگراقامتگاه بومگری نسیم شاه جهان می‌باشد این بومگردی توسط آقای امینی و همسرش در این روستا احداث گردیده‌است.